# Burg Obama (Fukui)
Die Burg Obama (japanisch 小浜城, Obama-jō) befindet sich in der Stadt Obama, Präfektur Fukui. In der Edo-Zeit residierten dort nacheinander ein Zweig der Kyōgoku und dann ein Zweig der Sakai als größere Daimyō.

## Burgherren in der Edo-Zeit
- Ab 1600 ein Zweig der Kyōgoku mit einem Einkommen von 85.000 Koku,
- Ab 1634 ein Zweig der Sakai mit 113.000 Koku.

## Geschichte
Die Burg Obama wurde auf einer Landzunge in der Mündung der Flüsse Kitagawa (北川, „Nordfluss“) und Minamigawa (南川, „Südfluss“) in die Obama-Bucht angelegt. Im Jahr 1600 nach der Schlacht von Sekigahara hatte Kyōgoku Takatsugu (京極 高次; 1553–1609) die kleine Provinz Wakasa erhalten ließ sich zunächst auf der Burg Seyama (瀬山) nieder, begann dann mit dem Bau einer Burg in Umpin (雲浜), also in Obama.
Dann erhielt 1634 Sakai Tadakatsu (酒井 忠勝; 1587–1662) das Lehen, der Takatsugis Bau fortsetzte. 1638 konnte der Burgturm (天守閣, tenshukaku) fertiggestellt werden. Dabei soll ein Vermögen aufgebraucht worden sein, so dass die Fertigstellung der ganzen Burg und der Burgstadt sich bis 1645 hinzog.

## Die Anlage

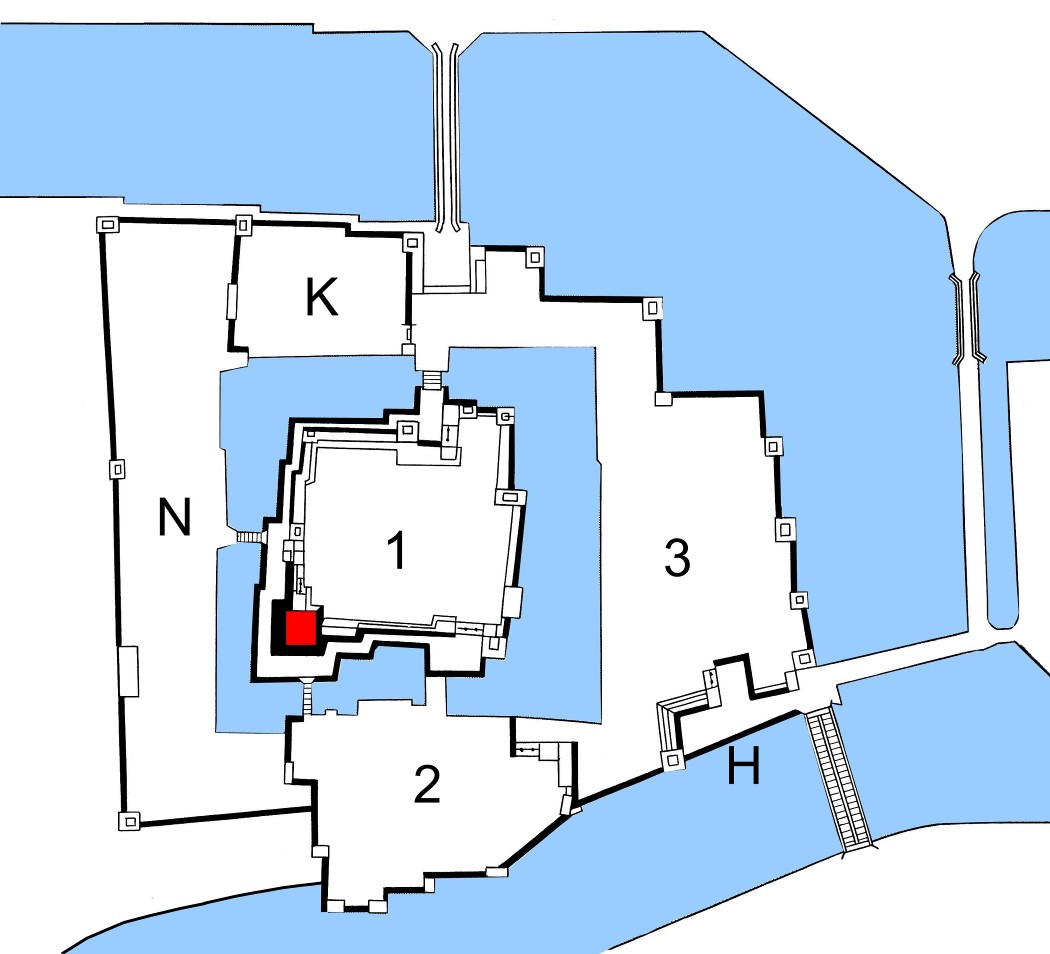
Plan der Burg 1: Hommaru
2: Ni-no-maru 3: San-no-maru N: Nishi-no-maru K: Kita-no-maru H: Haupttor Rot: Burgturm

Die Burg Obama nutzt die Flüsse im Norden und im Süden kurz vor der Mündung als äußere Gräben. Ihre Ost-West-Ausdehnung betrug 284 m, die Nord-Süd-Ausdehnung 264 m. Die Burg soll vom Oberhaupt der Bauarbeiter des Bakufu, Nakai Masazumi (中井 正純) geplant worden sein.
Die Burg ist als Ring-Anlage (輪郭式, rinkaku-shiki) ausgeführt. Das Hommaru (本丸) in der Mitte misst 10.329 m². Dort befand sich die Residenz zum Empfang von Gästen und Mitarbeitern des Fürsten. Im Ni-no-maru (二の丸; 7.422 m²) befanden sich seine Privaträume. Das San-no-maru (三の丸) war 1.260 m² groß. Dort befanden sich die Speicher für Waffen und für Verpflegung. Das Kita-no-maru (北の丸) war 8.527 m² groß, das Nishi-no-maru (西の丸) 11.262 m². Die Bereiche waren durch 30 Wachtürme geschützt.
Der Burgturm an der Südwestecke des Hommaru war fünfstöckig geplant, wurde aber nur dreistöckig ausgeführt. Der Burgturm wie auch die Yagura waren alle mit Luken nach unten (下見板張, shitami-itabari) ausgestattet, durch die mit Steinen usw. emporkletternde Angreifer abgewehrt werden konnten.
Als Anfang 1871 in der Burg Umbauten für die Stationierung eines militärischen Kommandos vorgenommen wurden, brach in Ni-no-maru ein Feuer aus, das den größten Teil der Burg zerstörte. Der damals erhalten gebliebene Burgturm wurde 1874 abgebaut.
Heute sind nur Reste der Mauern und die Basis des Burgturms vorhanden. Durch Verbreiterung der Flüsse hat sich das Gelände um die Burg stark verkleinert. Die Abbildung zeigt also nicht genau den früheren Zustand. 
Auf dem Hommaru befindet sich der Obama-Schrein, der 1875 errichtet wurden und in dem die Vorfahren der Sakai verehrt werden.

## Bilder

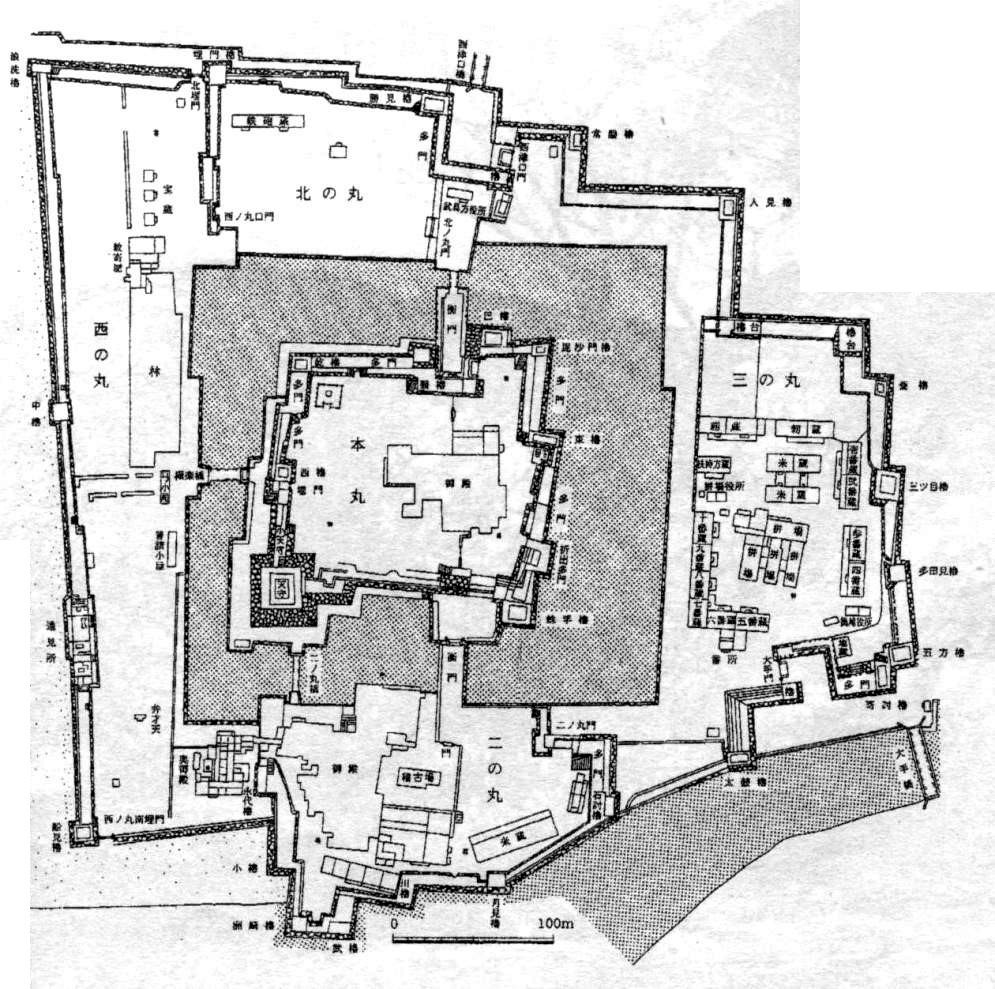
Alter Plan der Burg
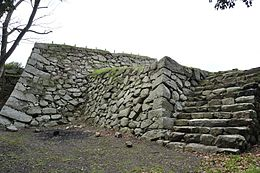
Basis des Burgturms
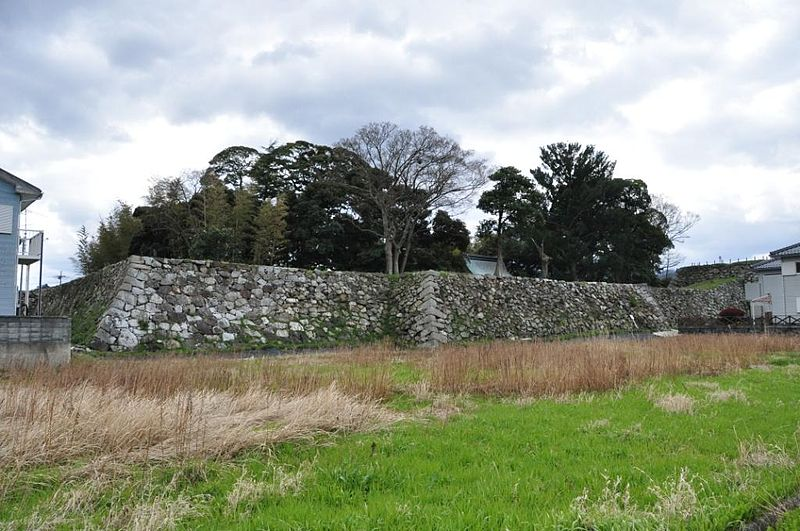
Wall-Anlagen
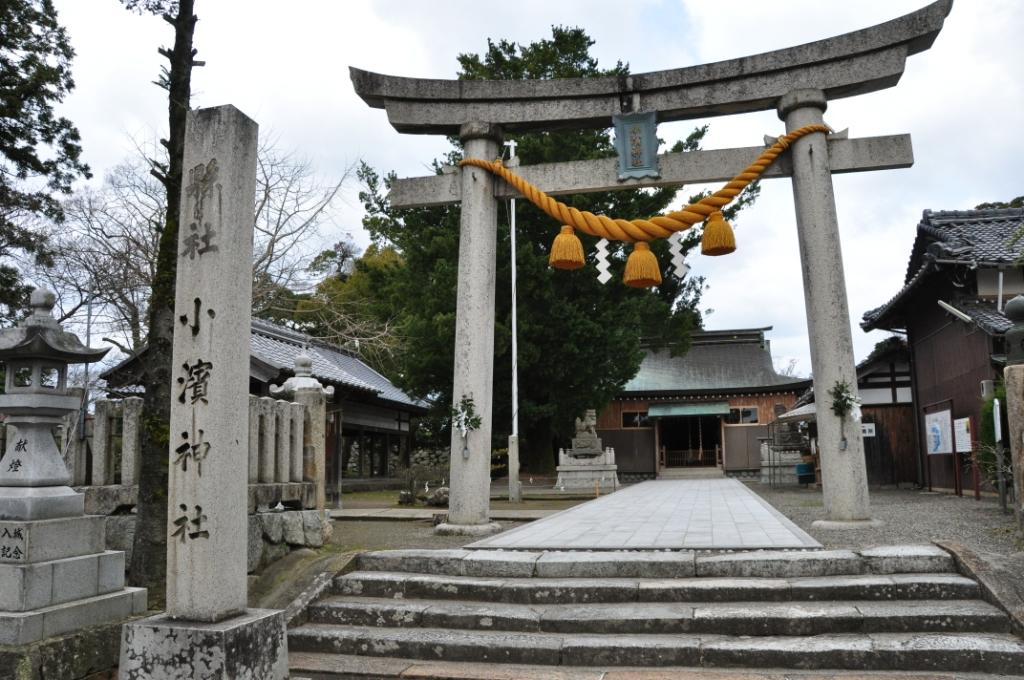
Obama-Schrein